# 蛇目白尼参
蛇目白尼参（学名：Bohadschia argus）为海参科白尼参属的动物，俗名豹纹鱼、虎鱼、斑鱼。分布于从塞舌尔群岛、斯里兰卡到日本、东到塔希提岛、南到澳大利亚、台湾岛以及中国大陆的海南岛、西沙群岛等地，一般生活于珊瑚礁区域以及有少数海草的沙底。该物种的模式产地在印度尼西亚。